# Steve D'Hulster
Steve D'Hulster (Antwerpen, 8 maart 1978) is een Belgisch politicus voor Vooruit.

## Biografie
D'Hulster studeerde in 2001 af als kandidaat in de rechten aan de Universiteit Antwerpen en voltooide in 2003 een licentie in de criminologie aan de Universiteit Gent. Hij werkte aanvankelijk als begeleider in het asielcentrum van Lint. Vervolgens was hij van 2003 tot 2004 adviseur op het kabinet van Frank Vandenbroucke, de toenmalige federale minister van Werk en Kathleen Van Brempt, de toenmalige staatssecretaris voor Welzijn op het Werk. Van 2004 tot 2009 was hij woordvoerder op het kabinet van Kathleen Van Brempt, de toenmalige Vlaamse minister van Mobiliteit. Daarna was hij van 2009 tot 2010 projectmedewerker verkeersveiligheid bij de Vlaamse Stichting Verkeerskunde. 
In oktober 2006 werd D'Hulster voor de toenmalige sp.a voor het eerst verkozen tot gemeenteraadslid van Mortsel. In november 2009 volgde hij Bob De Richter op als schepen van de stad, een functie die hij nog steeds uitoefent. Van 2009 tot 2012 was hij bevoegd voor Milieu, Openbare Werken, Ruimtelijke Ordening, Lokale Economie en Ontwikkelingssamenwerking en van 2013 tot 2018 voor Milieu, Ruimtelijke Ordening, Duurzame Stadsontwikkeling, Communicatie en Wijkwerking. Na de gemeenteraadsverkiezingen van oktober 2018 was D'Hulster van 2019 tot 2024 schepen van Mobiliteit, Klimaat en Milieu, Openbaar Groen, Communicatie en Participatie en sinds december 2024 is hij belast met Onderwijs, Cultuur, Sport, Jeugd, Vrije Tijd, Erfgoed, Feestelijkheden, Evenementen en Communicatie.
Na de rechtstreekse Vlaamse verkiezingen van 7 juni 2009, waarbij hij als derde opvolger 1.510 voorkeurstemmen achter zijn naam kreeg, kwam hij begin juli 2010 voor de kieskring Antwerpen in het Vlaams Parlement terecht als opvolger van Caroline Gennez, die na de federale verkiezingen van 13 juni 2010 de overstap maakte naar de Kamer van volksvertegenwoordigers. Sinds zijn intrede in het Vlaams Parlement nam hij 426 initiatieven. Hij bleef Vlaams volksvertegenwoordiger tot mei 2014 en was lid van de commissie Mobiliteit en Openbare Werken. Voor de Vlaamse verkiezingen van 25 mei 2014 stond hij op de vijfde plek op de kieslijst voor de kieskring Antwerpen. Hij werd niet herkozen.
Na zijn parlementaire loopbaan ging D'Hulster opnieuw aan de slag bij de Vlaamse Stichting Verkeerskunde, waar hij sinds 2014 pr- en beleidsconsulent is. 